# Nathalie Palladitcheff
Nathalie Palladitcheff, née le 13 octobre 1967 à Draveil, est une dirigeante d'entreprise franco-canadienne. Elle a dirigé les deux grandes filiales immobilières publiques des caisses de dépôt de la France (Caisse des dépôts et consignations) et du Québec (Caisse de dépôt et placement).

## Biographie
Née en Essonne, dans la région parisienne, elle a des origines macédoniennes et russes par sa famille paternelle,. Elle obtient un diplôme d'études comptables et financières de l'École supérieure de commerce de Dijon-Bourgogne en 1991.

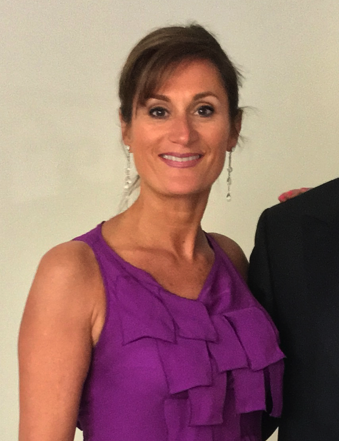
Nathalie Palladitcheff en 2017.

Elle commence sa carrière la même année au sein de Coopers & Lybrand. En 1997, elle rejoint la Banque française commerciale Océan Indien où elle occupe le poste de directrice des affaires financières et du contrôle de gestion. Elle est ensuite directrice financière de 2000 à 2003, puis directrice générale adjointe de 2003 à 2006 à la Société foncière lyonnaise. Elle est directrice générale de la société immobilière Dolmea Real Estate, une filiale du groupe Axa, entre 2006 et 2007. Cette année-là, elle rejoint la société immobilière Icade à titre de membre du comité exécutif responsable des finances, du juridique et de l’informatique. À partir de 2010 s'ajoute à sa responsabilité le pôle services à l’immobilier. Elle sera également directrice générale par intérim entre février et avril 2015.
Le 1er août 2015, elle devient vice-présidente exécutive et chef des finances de la société immobilière Ivanhoé Cambridge, basée à Montréal,. Elle accède à la présidence en mars 2018. Elle est la première femme à occuper ce poste. À partir du 15 octobre 2019, elle devient également cheffe de la direction, succédant à Daniel Fournier. En janvier 2024, elle annonce qu'elle quittera son poste à la fin d'avril,. Son départ coïncide avec la période de recrutement du premier président-directeur général de Santé Québec, nouvelle société d'État en cours de création,.
Elle acquiert la citoyenneté canadienne en 2021. Elle est mère de trois enfants.

## Hommages
- 2012 : Chevalier de l'Ordre national du mérite
- 2019 : Prix Distinguished Leaders (CREW)
- 2023 : Professionnelle de l'année (25e édition des Pierres d'Or)[12]